# سل
السُّلّ أو الدّرن أو التّدرّن (بالإنجليزية: Tuberculosis) ويرمز له "TB" اختصارًا، هو مرض معد شائع وقاتل في كثير من الحالات تُسببه سُلالات مُختلفة من المتفطّرات (جنس جراثيم) وعادة المتفطّرة السلية يُهاجم السل عادة الرئة، ولكنه يُمكن أن يؤثر أيضًا على أجزاء أخرى من الجسم. وينتقل المرض عن طريق الهواء عند انتقال رذاذ لعاب الأفراد المُصابين بعدوى السل النشطة عن طريق السعال أو العطس، أو أي طريقة أخرى لانتقال رذاذ اللعاب في الهواء  تُعد مُعظم الإصابات بأنها لا عرضية وكامنة، ولكن واحدة من بين كل عشر حالات كامنة ستتطور في نهاية المطاف إلى حالة عدوى نشطة والتي إذا ما تُركت دون علاج، ستسبب وفاة أكثر من 50٪ من المُصابين بها.
تشمل الأعراض الكلاسيكية لعدوى السل النشط السعال المزمن مع البلغم المشوب بالدم والحمى والتعرق الليلي وفقدان الوزن (وهذا الأخير هو الذي يُبرر إطلاق تسمية «ضموري» التي كانت سائدة ومُتداولة سابقًا على هذا المرض). تؤدي إصابة الأجهزة الأُخرى إلى مجموعة واسعة من الأعراض. يعتمد التشخيص الطبي للإصابة بالسل النشط على الأشعة (عادة فحص الصدر بالأشعة السينية)، بالإضافة إلى الفحص المجهري والمزرعة الميكروبيولوجية لسوائل الجسم. يعتمدُ تشخيص حالات السل الخافي على اختبار السل الجلدي و/أو اختبارات الدم. يُعد العلاج صعبًا ويتطلب إعطاء مُضادات حيوية مُتعددة على مدى فترة زمنية طويلة. كما يجب فحص المُخالطين الاجتماعيين وعلاجهم إذا دعت الضرورة لذلك. تمثل مقاومة المضادات الحيوية مُشكلة مُتزايدة في حالات الإصابة بعدوى السل المقاوم للأدوية المتعددة (MDR-TB). تعتمدُ الوقاية على برامج الفحص والتطعيم بواسطة لُقاح عصية كالميت - غيران.
وفقًا لمنظمة الصحة العالمية فقد بلغ عدد الإصابات عام 2021 ما يقدر بنحو 10.6 مليون في جميع أنحاء العالم. 6 مليون رجل و3.4 مليون امرأة و1.2 مليون طفل . فيما بلغ عدد الوفيات 1.6 مليون شخص منهم 187 ألف شخص مصاب بفيروس نقص المناعة البشرية. يعتبر السل هو السبب الرئيسي الثالث عشر للوفاة وثاني قاتل معدي بعد فيروس كورونا.
لم يعد السل ضمن قائمة الأمراض العشرة الأولى المسببة للوفاة عالمياً، حيث تراجع من المركز السابع في عام 2000 إلى المركز الثالث عشر في عام 2019، مع انخفاض بنسبة 30% في عدد الوفيات على الصعيد العالمي. ومع ذلك، يظل السل من بين الأسباب العشرة الأولى للوفيات في إقليمي أفريقيا وجنوب شرق آسيا، حيث يحتل فيهما المركز الثامن والخامس على التوالي. وقد شهدت أفريقيا زيادة في معدل الوفيات الناجمة عن السل بعد عام 2000، رغم أن هذا الاتجاه أخذ في التراجع خلال السنوات القليلة الماضية.
ويعتقد أن ثلث سكان العالم قد أصيبوا بعدوى لمتفطرة السلية، مع حدوث الإصابات الجديدة بمعدل إصابة حوالي واحدة في الثانية تقريبا. مُنذ عام 2006 بدأ العدد المُطلق لحالات السل بالانخفاض، وتناقص عدد الإصابات الجديدة مُنذ عام 2000.
إن توزع إصابات السل ليس مُتماثلا في جميع أنحاء العالم؛ فحوالي 80٪ من السكان في العديد من البلدان الآسيوية والأفريقية إيجابي اختبار السلين، في حين فقط تظهر إيجابية هذا الاختبار لدى 5-10٪ فقط من سكان الولايات المتحدة يُصاب عدد أكبر من الأفراد في العالم النامي بالسل العقد بسبب المناعة المنقوصة ويرجع ذلك بشكل كبير إلى نسبة المُعدلات المُرتفعة للإصابة بعدوى فيروس نقص المناعة البشرية وما يتبعُها من تطور الإصابة بمرض متلازمة نقص المناعة المكتسبة الإيدز.

## العلامات والأعراض

فيما يلي الأعراض الرئيسية والمراحل لأنواع السل المتغايرة، مع تداخل العديد من الأعراض مع المتغيرات الأخرى، في حين أن بعضها الآخر أكثر نوعية (ولكن ليس تمامًا) لبعض المتغيرات.قد تكون عدة متغيرات موجودة في وقت واحد.

من المُقدّر أن حوالي 5 - 10٪ من غير المُصابين بفيروس نقص المناعة البشرية والمصابين بعدوى السل سيصبح مرضهم نشطًا خلال حياتهم وفي المقابل، فإن 30٪ من المُصابين بفيروس نقص المناعة البشرية سيصبح مرضهم نشطًا. قد يُصيب السل أي جزء من الجسم، ولكن إصابته للرئتين تُعتبر الأكثر شيوعًا (وهو ما يُعرف باسم السل الرئوي). يحدث السل خارج الرئوي عندما يتطور مرض السل خارج الرئتين. قد يتشارك السل خارج الرئوي مع السل الرئوي أيضًا  تشمل العلامات والأعراض العامة الحمى والقشعريرة والتعرق الليلي وفقدان الشهية وفقدان الوزن والتعب،  وقد يحدث تعجّر الأصابع الواضح أيضًا.

### السل الرئوي
إذا تحولت عدوى السل إلى حالة نشطة، فإنها ستُصيب الرئتين على الأغلب (في حوالي 90٪ من الحالات). وقد تشمل الأعراض ألم الصدر والسعال المُنتج للبلغم لفترة طويلة. حوالي 25٪ من الناس المُصابين قد لا تظهر لديهم أي أعراض (أي أنهم يبقون «لا عرضيين»)  أحيانًا، قد يُصاب المرضى بالسعال المدمى بكميات صغيرة، وفي حالات نادرة جدًا، قد تُسبب العدوى تآكل الشريان الرئوي، مما يؤدي إلى نزف غزير (أم دم راسموسن). قد يُصبح السلّ مرضًا مُزمنًا ويسبب تندبًا واسعًا في الفصوص العلوية من الرئتين. تتأثر فصوص الرئة العلوية بالسل أكثر من الفصوص السُفلية  ويُعتبر سببُ هذا الاختلاف ليس واضحًا بشكل كامل. وقد يكون إما بسبب تدفق الهواء بشكل أفضل،  أو بسبب ضعف التصريف الليمفاوي ضمن الأجزاء العلوية من الرئتين.

### السل خارج الرئوي
في 15 - 20٪ من الحالات النشطة، تنتشرُ العدوى خارج أعضاء الجهاز التنفسي، مُسببةً ظُهور أنواع أُخرى من السل  يُشار إلى هذه الحالات مُجتمعة باسم السل خارج الرئوي. تُعد حالات السل خارج الرئوي أكثر شُيوعًا بين الأفراد الخاضعين لإجراءات كبت المناعة أو الأطفال الصغار. ويحدث هذا لدى أكثر من 50٪ من الأشخاص المُصابين بفيروس نقص المناعة البشرية. تشمل المواقع البارزة للعدوى خارج الرئوية غشاء الجنب (في التهاب الجنب السلي) والجهاز العصبي المركزي (في التهاب السحايا السلي) والجهازاللمفاوي (في الالتهاب السلي المنشأ في الرقبة) والجهاز البولي التناسلي (في السل البولي التناسلي) والعظام والمفاصل (في مرض بوت في العمود الفقري) وغيرها. وعندما ينتشرُ إلى العظام، يُعرف أيضا باسم «السل العظمي»  وهو شكل من أشكال التهاب العظم والنقي. وهناك شكل آخر مُنتشر ويُعد أكثر خطورة من أشكال السل ويُدعى «السل المنتثر» واسمه الشائع المعروف هو السل الدخني. يُشكل السل الدخني حوالي 10٪ من حالات السل خارج الرئوي.

## الأسباب

### البكتيريا الفُطْرية

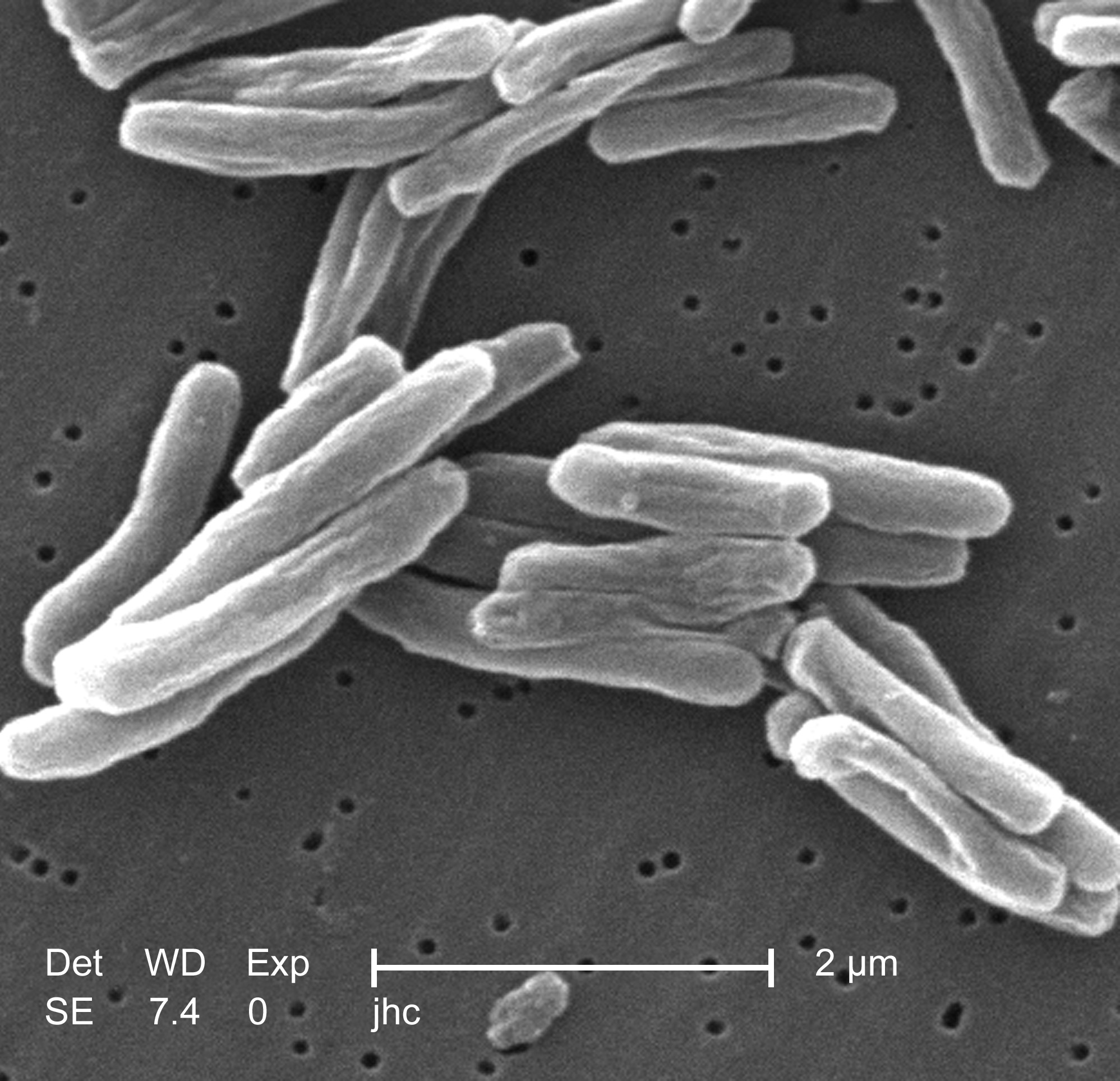
صورة مجهرية بالمسح الضوئي الإلكتروني للـ المتفطرة السلية

يُعتبر السبب الرئيسي لمرض السل هو المتفطرة السلية، وهي عصية صغيرة، حيوائي، لامتحركة  المحتوى العالي من الدهون هو سبب وجود العديد من الخصائص السريرية الفريدة لهذا العامل المُمرض  وهي تنقسم كل 16 إلى 20 ساعة، وهو مُعدل بطيء للغاية مُقارنة مع غيرها من أنواع البكتيريا، التي تنقسم عادة خلال أقل من ساعة. للبكتيريا الفُطْرية غشاء خارجي مُزدوج الطبقة الدُهنية  إذا أُستعمل ملوّن غرام فإما أن تبقى المتفطّرة السلية «إيجابية الجرام» بصورة ضعيفة جدًا أو أنها لا تحتفظ بالمادة المُلوّنة نظرًا لارتفاع مُحتوى جدارها الخلوي من الدهون وحمض مايكوليك والخمسين. يُمكن أن تحمل المطهر الضعيف وأن تبقى على قيد الحياة بصورة الحالة الجافة لمُدة أسابيع. في الطبيعة، يُمكن للبكتيريا أن تنمو فقط داخل خلايا الكائن الحي المضيف، ولكن يمكن زرع «المتفطّرة السلية» في المختبر
باستخدام المُلوّنات النسيجية على عينات القشع المخرج مع السعال البلغم (وتسمى أيضا «البلغم»)، يُمكن للعلماء التعرّف على الفُطْرية السلية تحت المجهر (الضوئي) العادي. بما أن الفُطْرية السلية تحتفظ ببعض المواد الملوّنة حتى بعد معالجتها بالمحاليل الحمضية، فهي تُصنف على أنها عصية مثبتة للحمض (AFB). حمض التقنيات الأكثر شُيوعًا لتثبيت المُلونات الحمضية هي تقنية ملون تسيل ونيلسن، والتي تصبغ العصيات المثبتة للحمض AFBs باللون الأحمر الزاهي الذي يبرز بوضوح على خلفية زرقاء،  وملوّن أورامين-رودامين ويليه المجهر الومضاني 
يشمل معقد الفُطْرية السلية 4 أنواع أُخرى من البكتيريا الفُطْرية المُسببة للسل: الفُطْرية البقرية والفُطْرية الأفريقية وفُطْرية كانيتي وفُطْرية ميكروتي. «الفُطْرية الأفريقية» ليست واسعة الانتشار، ولكنها تُعد سبب هام للإصابة بالسل في بعض أنحاء أفريقيا. كانت «الفُطْرية البقرية» فيما مضى سببًا شائعا للإصابة بالسل، ولكن اعتماد عملية البسترة قللت بشدة من كونها تُمثل مُشكلة صحية في البلدان المتقدمة. أما «الفُطْرية كانيتي» فهي نادرة ويبدو أن وجودها محصور في منطقة القرن الأفريقي، بالرغم من أن عدة حالات قد شوهدت لدى المهاجرين الأفارقة. «الفُطْرية ميكروتي» نادرة أيضًا وأكثر ما تُشاهد لدى الأفراد المصابين بعوز المناعة، بالرغم من أن معدل انتشار هذا العامل المُمرض ربما لم يكن قد قدّر كما ينبغي.
وتشمل المُتطفرات المُسببة للأمراض الأخرى المعروفة كل من المتفطرة جذامية والفُطْرية الجذامية والفُطْرية الطيرية والفُطْرية الكنزاسية. ويصنف النوعان الأخيران تحت مجموعة البكتيريا فطرية غير السلية البكتيريا فُطْرية غير السلية لا تسبب السل ولا الجذام، ولكنها تُسبب مرضًا رئويًا يُشبه السل.

### عوامل الخطر
هُناك عدد من العوامل التي تجعل الناس أكثر عُرضة للإصابة بعدوى السل. عامل الخطر الأكثر أهمية على الصعيد العالمي هو فيروس نقص المناعة البشرية؛ فحوالي 13٪ من جميع حالات السل مُصابون بهذا الفيروس  وهذه مشكلة خاصة في أفريقيا جنوب الصحراء الكبرى، حيث تكون معدلات الإصابة بفيروس نقص المناعة البشرية مُرتفعة  يرتبطُ السل ارتباطا وثيقًا بكل من الاكتظاظ وسوء التغذية، مما يجعله واحدًا من أمراض الفقر الرئيسية  ويشمل المعرضون لمخاطر الإصابة العالية: الأفراد الذين يستعملون المخدرات غير المشروعة عن طريق الحقن، قاطني الأماكن التي يتجمع فيها الأشخاص المعرضون للإصابة والعاملين فيها (مثل السجون وملاجئ المشردين)، المجتمعات المحرومة والفقيرة بالموارد الطبية، الأقليات الإثنية المُرتفعة الخطورة، والأطفال الوثيقي الصلة بالمرضى من الفئة المُعرضة للخطر ومقدمي الرعاية الصحية الذين يخدمون هؤلاء المرضى. تُعتبر أمراض الرئة المزمنة عامل خُطورة كبير آخر مع السحارالسيليسي الذي يزيد من معدل الخطورة حوالي 30 ضعفًا  أولئك الذين يدخنون السجائر لديهم ما يقرب من ضعفي إمكانية الإصابة بالسل مُقارنة بغير المدخنين  يُمكن للحالات المرضية الأخرى أن تزيد أيضًا من خطر الإصابة بالسل، بما فيها إدمان الكحول  وداء السكري (ثلاثة أضعاف الإمكانية)  بعض الأدوية، مثل الستيرويدات القشرية وإنفلكسيماب (جسم مضاد وحيدة النسيلة مُضاد لعامل النخر الورمي ألفا) أصبحت من عوامل الخطر ذات الأهمية المُتزايدة، وخاصة في العالم المتقدم. وهناك أيضا الاستعداد الوراثي  الذي لا تزال درجة أهميته غير مُحددة بعد.

## الآلیة

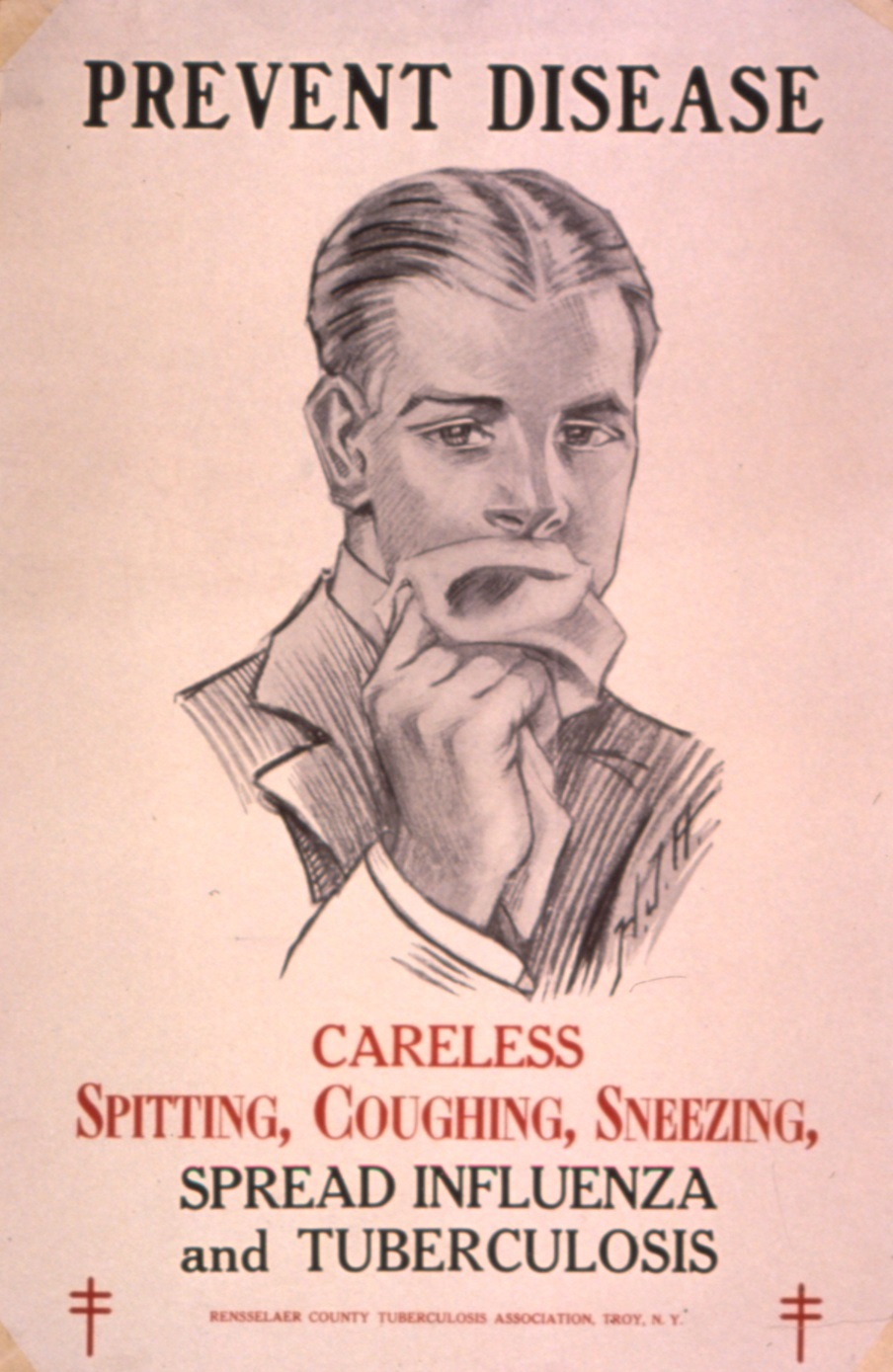
حاولت حملات الصحة العامة في عشرينات القرن العشرين وقف انتشار مرض السل.

### انتقال العدوى
عندما يسعل المُصابون بالسل الرئوي النَّشط، أو يعطسون أو يتحدثون أو يغنون أو يبصقون فهم ينشرون القطرات المعدية الرذاذ التي يبلغ قطرها 0,5 حتي 5,0 ميكرومتر. يمكن لكل عطسة أن تنشر حتى 40000 قُطيرة  أيٌ من تلك القُطيرات قد ينقل المرض، لأن الجُرعة المُعدية لمرض السل مُنخفضة جدًا (استنشاق أقل من 10 جراثيم قد تُسبب العدوى).
الأفراد الموجودون على اتصال طويل أو متكرر أو قريب مع المصابين بالسل مُعرضون للإصابة بشكل كبيرٍ جدًا حيثُ يُقدّر مُعدلها حوالي 22٪. بإمكان الشخص المُصاب بالسل الرئوي النشط غير المُعالج أن ينقل العدوى إلى 10-15 شخصًا سنويًا أو أكثر. يجب أن يحدث انتقال العدوى من الأشخاص المصابين بالسل النشط، ومن غير المُعتقد أن تحدث العدوى من المُصابين بعدوى خافية. تعتمد إمكانية انتقال العدوى من شخص إلى آخر على عدة عوامل، بما في ذلك عدد القطيرات المعدية التي تخرج من حامل المرض وفعالية التهوية ومدة التعرض وفوْعة المتفطرة السلية ذريّة، ومستوى المناعة في الشخص غير المصاب بالإضافة لعوامل أخرى. ويمكن إبطال انتشار سلسلة العدوى من شخص لآخر عن طريق العزل الفعال للأشخاص المُصاببن بسل رئوي نشط («صريح») ووضعهم ضمن نظام علاجي مضاد للسل الرئوي. بعد أسبوعين من العلاج الفعِّال، لا يبقى الأشخاص المصابون بعدوى نشطة غير المقاومة قادرين على نقل العدوى للآخرين. لو أصيب شخص بالعدوى، فيستغرق الأمر من ثلاثة إلى أربعة أسابيع قبل أن يصبح الشخص المُصاب حديثًا مُعديًا بشكل يجعله قادرًا على نقل المرض للآخرين.

### الأمراض

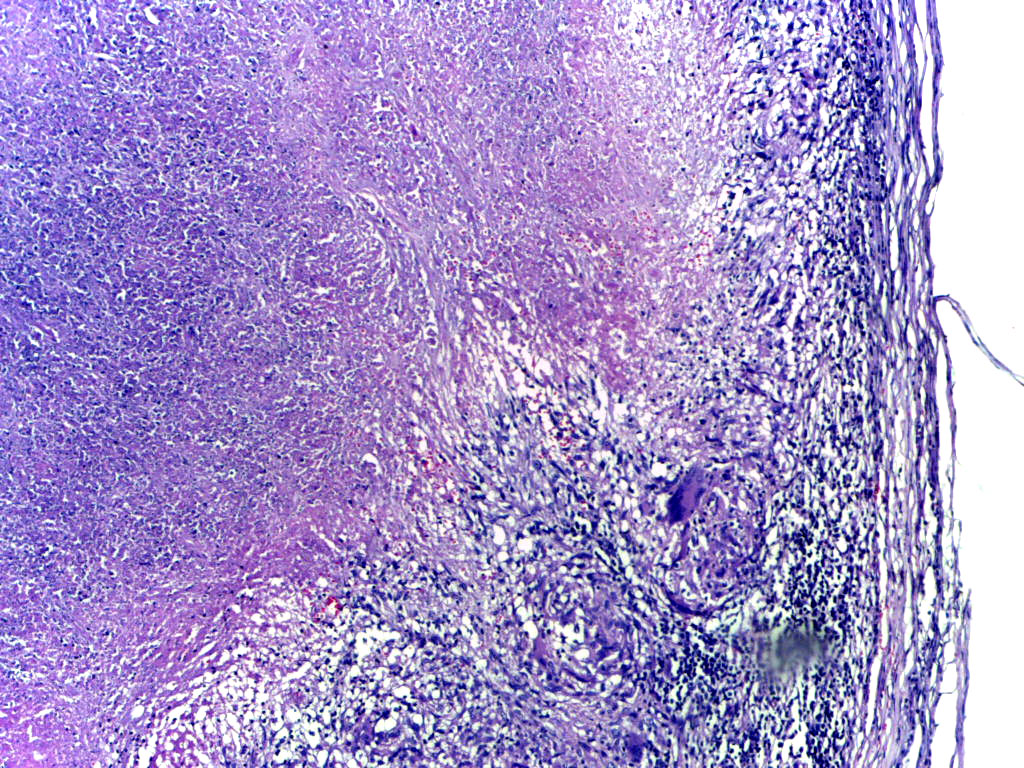
فحص مجهري يوضح التهاب البربخ السلي. صبغة الهيماتوكسيلين واليوزين

يبقى حوالي 90% من أولئك المصابين بالمُتفطرة سلية لا عرضيين، أو ما يُدعى عدوى السل الخافي (ويُسميها البعض السل الخافي)، ولا تتجاوز إمكانية تحوّل العدوى الخفية إلى مرض سل رئوي واضح نشط مُعدل 10% فقط خلال الحياة. وترتفع لدى المصابين بفيروس نقص المناعة المكتسب إمكانية تطور السل الرئوي النشط إلى ما يقرب من 10% سنويًا. وإذا لم يُعْطَى العلاج الفعال، فإن معدل الوفاة بسبب حالات السل الرئوي النشط يصل حتى 66%.

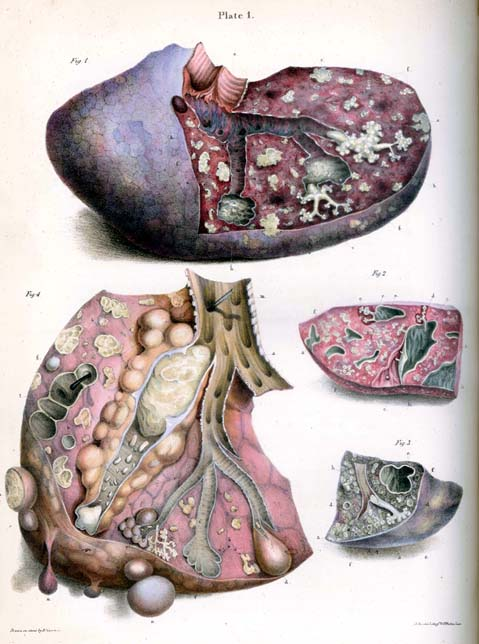
رسم توضيحي للحُدَيبَة، من عمل روبرت كارسويل.

تبدأ الإصابة بالسل الرئوي عندما تصل المُتقطرات إلى أسْناخ رئوية، حيث تغزوها وتتناسخ داخل الجسيمات الداخلية للـ بلاعِم السِنْخية  المكان الرئيسي للإصابة هو الرئتان، وتُعرف باسم "بؤرة غون"، وهو يقع عادة إما في الجزء العلوي من الفص السفلي، أو الجزء السفلي منالفص العلوي  أو من المُمكن أن يحدث السل الرئوي أيضًا عن طريق العدوى من مجرى الدم. هذا هو المعروف باسم بؤرة سيمون وتوجد عادة في قمة الرئة. ويُمكن لانتقال العدوى الدموية الانتشار إلى مواقع أبعد، مثل الغدد الليمفاوية الطرفية والكلى والدماغ والعظام. يُمكن أن تتأثر جميع أنحاء الجسم بهذا المرض، وإن كان نادرًا ما يُصيب القلب والعضلات الهيكلية والبنكرياس أو الغدة الدرقية لأسباب غير معروفة.
يُصنف مرض السل باعتباره واحدًا من أمراض الورم الحبيبي الالتهابية. تُعتبر الخلايا البلاعم والخلايا الليمفاوية T واللمفاويات B والأرومة الليفية من بين الخلايا التي تجتمع لتشكل الورم الحبيبي مع الخلايا الليمفاوية المُحيطة بالبلاعم المُصابة بالعدوى. ويُمنع الورم الحُبيبي انتشار المُتفطرات ويوفر بيئة محلية لتفاعل خلايا الجهاز المناعي. يُمكن للبكتيريا الموجودة داخل الورم الحبيبي أن تُصبح خاملة، مما يؤدي إلى إصابة خفية. من ميزات الورم الحبيبي الأُخرى هناك تطور موت الخلايا غير الطبيعي (نخر) في مركز درنات. عند النظر إليها بالعين المُجردة، يبدو لها منظر الجبن الأبيض الناعم ويُسمى النَخَرٌ الجُبْنِيّ.
لو تمكّنت بكتريا السل الرئوي من الدُخول إلى مجرى الدم من منطقة نسيج متضرر، فيُمكنها أن تنتشر في جميع أنحاء الجسم وتؤسس العديد من بؤر الإصابة، وكُلها تظهر كدرنات بيضاء صغيرة ضمن النسيج الذي توجد فيه. يُطلق على هذا الشكل الحاد من مرض السل، الأكثر شيوعًا عند الأطفال الصغار والمُصابين بمرض نقص المناعة اسم سل دُخْنِي. الأشخاص المصابون بهذا السل المُنْتَثِر لديهم مُعدل وفيات مرتقع حتى مع العلاج (حوالي 30%).
في كثير من الأشخاص، تزداد العدوى وتتراجع. وغالبًا ما يتوازن تدمير ونخر الأنسجة مع الشفاء والتليف. تُستبدل الأنسجة المُتضررة بالندب والتجاويف المليئة بمادة نخرية جُبْنيَّة. خلال المرض النشط، تتصل بعض هذه التجاويف بالممرات الهوائية الشعب الهوائية ويمكن طرد هذه المواد عن طريق السعال. وهي تحتوي على بكتريا حيّة، وبهذا يمكنها نقل العدوى. يُعتبر العلاج بواسطة المُضاد الحيوي مُناسب فهو يقتل البكتريا ويسمح بتحقق الشفاء. تُستبدل المناطق المتضررة عند الخضوع للعلاج في نهايته بأنسجة ندبية.

## التشخيص

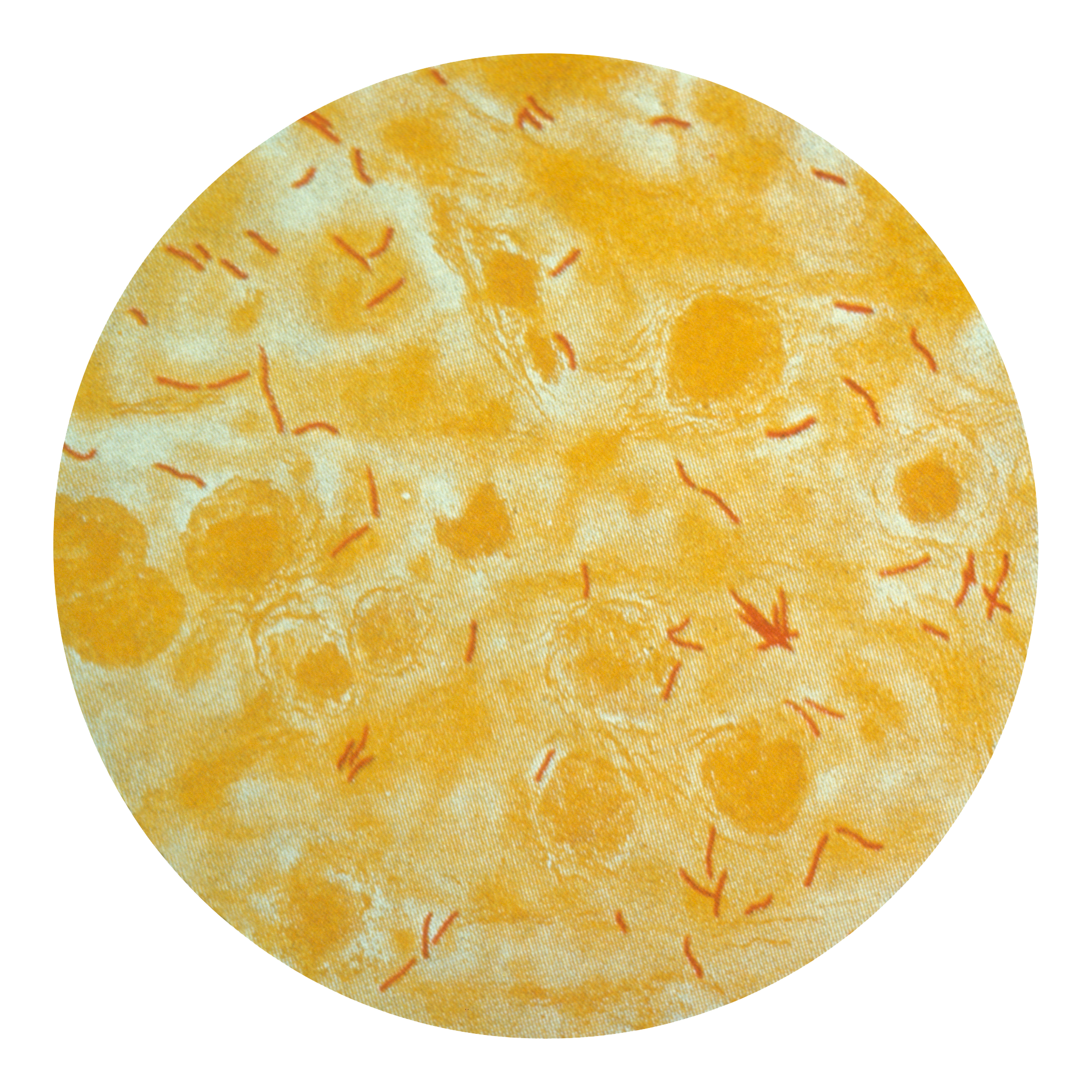
المتفطرة السلية (المصطبغ بالأحمر) في القشع

### السل النشط
يُعتبر تشخيص السل النشط الذي يعتمد فقط على العلامات والأعراض أمرًا صعبًا،  كما هو الحال كذلك في تشخيص المرض في أولئك المصابين بكبت المناعة  إلا أن تشخيص السل ينبغي وضعه في الاعتبار عند الأفراد الذين تظهر لديهم علامات أمراض الرئة أو دوام الأعراض البنيوية لفترة تتجاوز الأسبوعين. وتُعتبر الأشعة السينية على الصدر ومزارع البلغم المُتعددة للعصيات المثبتة للحمض عادة ما تكون جُزءًا من التقييم الأولي  مقايسات إطلاق انترفيرون –غاما واختبارات التوبركولين (السلين) الجلدي قليلة الاستعمال في الدول النامية. كما أن مقايسات إطلاق انترفيرون –غاما (IGRA) تُعاني من محدودية مُماثلة لدى المُصابين بفيروس نقص المناعة.
يتم إجراء التشخيص الأكيد للسل بتحديد وجود مُتفطرة سلية في عينة سريرية (مثال: قشع أو قيح أو نسيج أو خزْعَة). إلا أن عملية الزرع المخبري الصعبة لهذا الكائن الحي البطئ النموّ يُمكن أن تستغرق بين أسبوعين وستة أسابيع لزرع الدم أو البلغم. ولذلك غالبًا ما يُباشر بالعلاج قبل التأكد من نتيجة الزرع.
قد يسمح اختبار تضخيم الحمض النووي واختبار نازعة أمين الأدينوزين بالتشخيص السريع للسلّ. إلا أنه لا يُوصى بعمل هذه الاختبارات بشكل روتيني لأنها نادرًا ما تُغيِّر من طريقة علاج الشخص المصاب. كما أن اختبارات الدم للكشف عن الأجسام المضادة ليست نوعية أو حساسة، لذلك لا يُوصى بها.

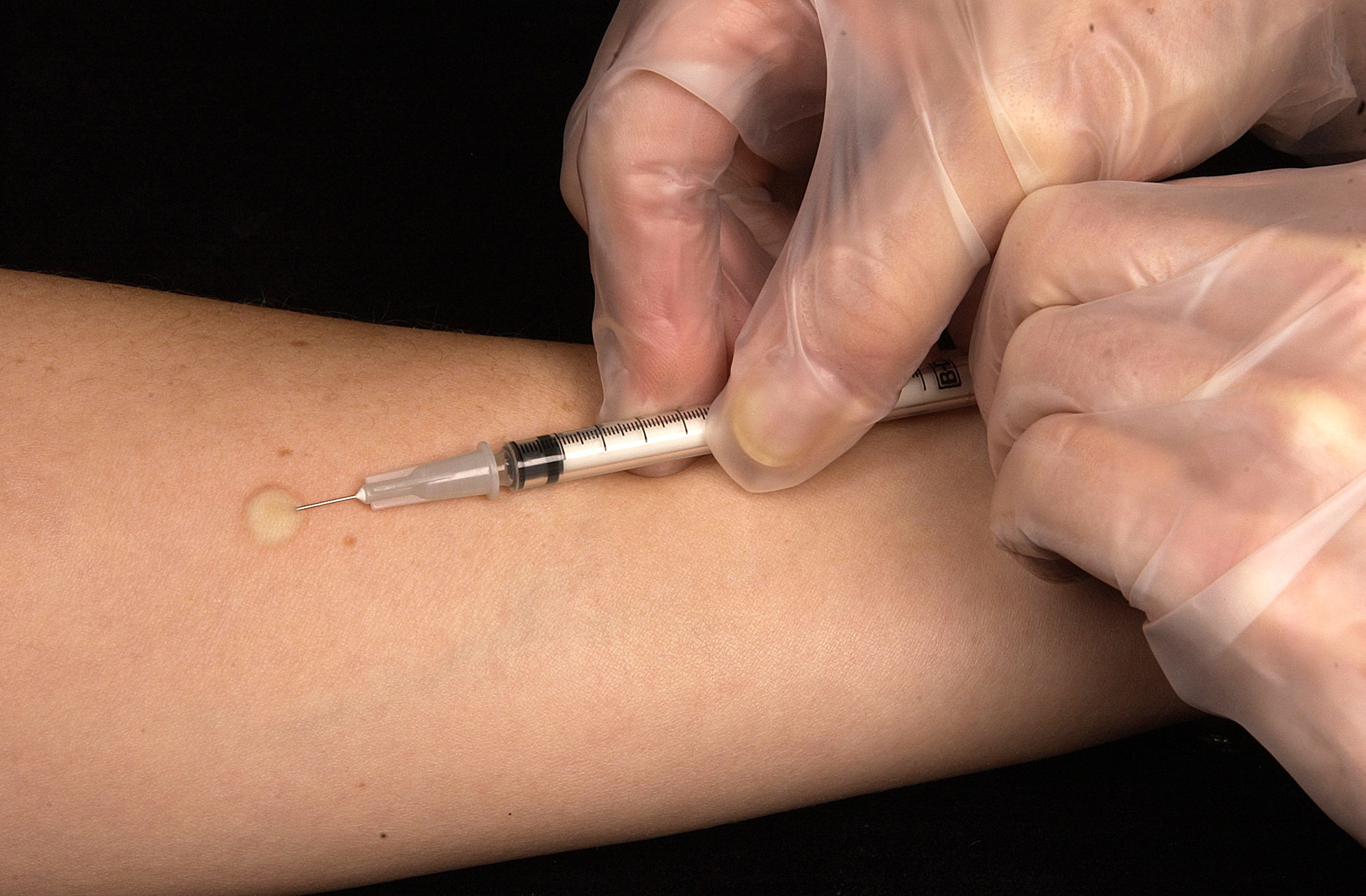
اختبار مانتو للتوبركولين الجلدي

### السل الخافي
كثيرًا ما يُستخدم اختبار مانتو للتوبركولين الجلدي لفحص الناس المُعرضين للإصابة للسل بشكل مُرتفع. أولئك الذين تم تحصينهم سابقًا قد يكون نتيجة اختبارهم إيجابية كاذبة. قد تكون نتيجة الاختبار سلبية كاذبة لدى الأشخاص المُصابين بداء الساركويد أو أورام هودجكين اللمفاوية أو سوء التغذية أو قد تُلاحظ أكثر من غيرها لدى المصابين فعلاً بالسل النشط. يُوصى بإجراء مقايسات إطلاق انترفيرون غاما على عينة دم، لدى الأفراد الذين كانت نتيجة اختبار مانتو لديهم إيجابية. وهذه لا تتأثر بالتحصين أو بمعظم المُتفطرات البيئية، لذا فهي تؤدي لظهور نتائج إيجابية كاذبة أقلّ. ومع ذلك فهي تتأثر ب البكتيريا الفطرية الشلغائية وبالبكتيريا الفطرية البحرية والبكتيريا الفطرية الكنزاسية. قد تزداد حساسية اختبار IGRA عند استخدامه بالإضافة إلى اختبار الجلد ولكنه قد يكون أقل حساسية من اختبار الجلد عندما يستخدم وحده.

## الوقاية
تعتمد جُهود الوقاية من السلّ ومكافحته أساسًا على تطعيم الرُضع والكشف والعلاج المُناسب للحالات النشطة. لقد حققت منظمة الصحة العالمية بعض النجاح مع نظم المُعالجة المحسّنة، وانخفاضا قليلًا في عدد الحالات. تنصح فرقة الخدمات الوقائية الأمريكية الأشخاص المُعرضين للإصابة بالسل الخافي لإجراء اختبار مانو ومقايسات إطلاق انترفيرون غاما.

### اللقاحات
إن اللقاح الوحيد المتوفر في الوقت الحاضر اعتبارًا من 2011 هو لقاح عصيات–السل (بي سي جي) الذي يُمنح حماية غير مُتناسقة ضد السل الرئوي المُتقلص، في حين أنه فعال ضد السل المُنتثر في مرحلة الطفولة. ومع ذلك، فإنه هو اللقاح الأكثر استخدامًا في جميع أنحاء العالم، مع أكثر من 90% من جميع الأطفال الذين تلقوا هذا التطعيم. ومع ذلك، فإن الحصانة التي يمنحها تقل بعد حوالي عشر سنوات. وبما أن السل غير شائع في معظم أنحاء كندا والمملكة المتحدة والولايات المتحدة، لذا فإن لقاح BCG يُعطى فقط للأشخاص المُعرضين لإمكانية الإصابة المرتفعة. هُناك جُزء من الحجة المنطقية ضد استخدام اللقاح أنه يجعل اختبار التوبركولين الجلدي إيجابيًا كاذبًا، ومن ثم، لا جدوى منه في الفحص الكاشف. هُناك عدد من اللقاحات الجديدة الآن قيد التطوير.

### الصحة العامة
أعلنت منظمة الصحة العالمية مرض السل «حالة صحية عالمية طارئة» في عام 1993. وفي عام 2006، وضعت «شراكة دحر السل» الخطة العالمية لوقف السل التي تهدف إلى إنقاذ حياة 14 مليون من لحظة إطلاقه وحتى عام 2015. ويبدو أن عددًا من الأهداف التي وضعت سيكون من غير المحتمل أن تتحقق بحلول عام 2015، ويرجع ذلك في معظمه إلى الزيادة في عدد حالات السل المرتبطة بفيروس نقص المناعة البشرية، وظهور السل المُقاوم للأدوية المتعددة. يستخدم نظام تصنيف السل الذي وضعته جمعية الصدر الأمريكية بشكل أساسي في برامج الصحة العامة.

## العلاج
يستخدم علاج السل المُضادات الحيوية لقتل البكتيريا. من الصعب علاج السل بشكل فعال بسبب البنية غير العادية والتركيب الكيميائي لجدار الخلية المُتفطرة، مما يعوق دخول الأدوية ويجعل العديد من المضادات الحيوية غير فعالة.
يُعد كُلً من الإيزونيازيد والريفامبيسين المُضادان الحيويان الأكثر استخدامًا، ويمكن للعلاج، أن يطول ويدوم عدة أشهر. عادةً ما يُستعمل مُضاد حيوي واحد  لعلاج السل الخافي، بينما أفضل علاج لمرض السل النشط هو استخدام مجموعة من المُضادات الحيوية وذلك للحد من إمكانية تطوير البكتيريا للمقاومة المضادات الحيوية. يجب أيضًا مُعالجة الناس الحاملين للعدوى الخافية كي لا يتطور المرض بهم إلى مرض السل النشط في وقت لاحق من الحياة. توصي منظمة الصحة العالمية بالعلاج تحت المراقبة المباشرة، مثل وجود أي مُزود للرعاية الصحية لمُتابعة تناول الشخص للأدوية، في محاولة لخفض عدد الأشخاص الذين لا يتناولون المُضادات الحيوية على نحو مُلائم لا يوجد دليل قوي يدعم هذا التوجه على الأفراد الذين يأخذون أدويتهم بنفسهم بشكل مستقلّ،  لذلك تبدو أساليب تذكير الناس بأهمية العلاج فعّالة أكثر. وفقًا لمنظمة الصحة العالمية فقد تم إنقاذ ما يقارب 74 مليون مصاب بالسل منذ عام 2000.

### بداية جديدة
يستمر العلاج الجديد الموصى به للسل الرئوي لمدة ستة أشهر، اعتبارًا من عام 2010، ويتضمن مزيجًا من المُضادات الحيوية التي تحتوي على الريفامبيسين وآيزونيازيد وبيرازيناميد وإيثامبوتول خلال الشهرين الأولين، ويعطى الريفامبيسين والآيزونيازيد فقط خلال الأشهر الأربعة الأخيرة. عندما تكون المقاومة للإيزونيازيد عالية، يمكن إضافة الإيثامبوتول كبديل خلال الأشهر الأربعة الأخيرة.

### المرض المتكرر
إذا عاد مرض السل، فمن المُهم القيام باختبار لتحديد حساسيته إلى أي المُضادات الحيوية قبل تقرير العلاج. إذا تم الكشف عن السل المقاوم للأدوية المتعددة، يوصي بالعلاج على الأقل بأربعة مضادات حيوية فعالة لمدة 18 إلى 24 شهرا.

### مُقاومة الأدوية
تحدث المُقاومة الأولية عندما يُصاب الشخص بسلالة سلية مُقاومة. أما عندما يُصاب شخص بالسل بسلالات حساسة بالكامل للأدوية فقد تتشكل لديه مقاومة ثانوية (مكتسبة) أثناء العلاج بسبب أتباع علاج غير المُناسب أو لعدم اتباع نظام المُعالجة المُقررة على النحو المُناسب (عدم الامتثال) أو استخدام الأدوية ذات النوعية المُتدنية  يُعتبر السل المُقاوم للأدوية مُشكلةً خطيرة تُهدد الصحة العامة في العديد من البلدان النامية نظرًا لأنه يتطلب علاج أطول مُدة وأدوية أكثر كُلفةً. يُعرّف السل المُقاوم للأدوية بأنه مقاوم لأكثر دوائين فعالين من الخط الأول: الريفامبيسين والايزونيازيد. اما السل الشديد المقاومة للأدوية فهو مقاوم أيضا لثلاثة عقاقير أو أكثر من الأصناف الستة من أدوية الخط الثاني. أما السل المقاوم كليا للأدوية فقد لوحظ أول مرة سنة 2003 في إيطاليا، ولكن لم يُبَلَّغ عنه على نطاق واسع لغاية سنة 2012، وهو مُقاوم لجميع الأدوية المُستخدمة حاليًا.

## توقعات سير المريض
| لا شيء ≤10 10–25 25–50 50–75 75–100 100–250 | 250–500 500–750 750–1000 1000–2000 2000–3000 ≥ 3000 |

إحكام العمر لمعدل السنة الحياتية للإعاقة الناجمة عن الإصابة بمرض السل لُكل 100000 نسمة في عام 2004.
لا شيء
≤10
10–25
25–50
50–75
75–100
100–250
250–500
500–750
750–1000
1000–2000
2000–3000
≥ 3000

يحدث التقدم من عدوى السل إلى مرض السل الواضح عندما تتغلب العُصيّات على دفاعات الجهاز المناعي وتبدأ في التكاثر. في مرض السل الأولي (حوالي 1-5% من الحالات)، يحدث هذا الأمر بعد العدوى الأولية بوقت قصير. ولكن في معظم الحالات، تحدث العدوى الخافية بدون وجود أعراض واضحة. تُسبب هذه العصيات النائمة السل النشط في 5-10% من هذه الحالات الخافية، وكثيرًا ما يتم هذا بعد سنوات عديدة من حُدوث العدوى.
ويزداد خطر إعادة التنشيط مع الكبت المناعي، كما يحدث في حالات الإصابة بفيروس نقص المناعة البشرية. ويزداد خطر إعادة التنشيط لدى الأفراد المُصابين بالمتفطرة السلية وفيروس نقص المناعة البشرية في نفس الوقت، ليصل إلى 10 في المائة في السنة. وقد أظهرت دراسات استخدام بصمات الحمض النووي لسلالات المتفطرة السلية أن تكرار الإصابة يؤدى بصورة ملحوظة إلى السل المُتكرر أكثر مما كان يُعتقد سابقًا، مع تقديرات انه قد يُساهم بإحداث أكثر من 50% من الحالات المُعاد تنشيطها في المناطق التي يشيعُ فيها السل. يُقدّر احتمال الموت جراء الإصابة بالسل بحوالي 4 في المائة اعتبارًا من عام 2008، وقد سُجل تراجع عن نسبة ال8 في المائة المُسجلة عام 1995.

### الوبائيات

وفيات السل لكل مليون شخص في عام 2012
0-3
4-7
8-16
17-26
27-45
46-83
84-137
138-215
216-443
444-1,359

في عام 2007، وصل معدل انتشار السل لكل 000 100 نسمة إلى اعلى نسبه في دول جنوب الصحراءالافريقية الكبرى وكان أيضا مرتفعا نسبيا في آسيا.

أُصيب ثُلث سكان العالم تقريبًا بالمتفطرة السلية، وتحدُث إصابة جديدة واحدة كل ثانية على نطاق عالمي. ومع ذلك، فُمعظم الإصابات بالمتفطرة السلية لا تُسبب مرض السل، وتبقى 90–95 في المائة من الإصابات بدون أعراض. في عام 2007، كانت هُناك حوالي 13.7 مليون حالة مُزمنة نشطة. في عام 2010، تم تشخيص 8.8 مليون حالة سل جديدة، وحدثت 1.45 مليون حالة وفاة، ومعظم هذه الإصابات تحدث في البلدان النامية. من بين هذه الوفيات، كان هُنالك حوالي 0.35 مليون حالة مُصابة كذلك بفيروس نقص المناعة البشرية.

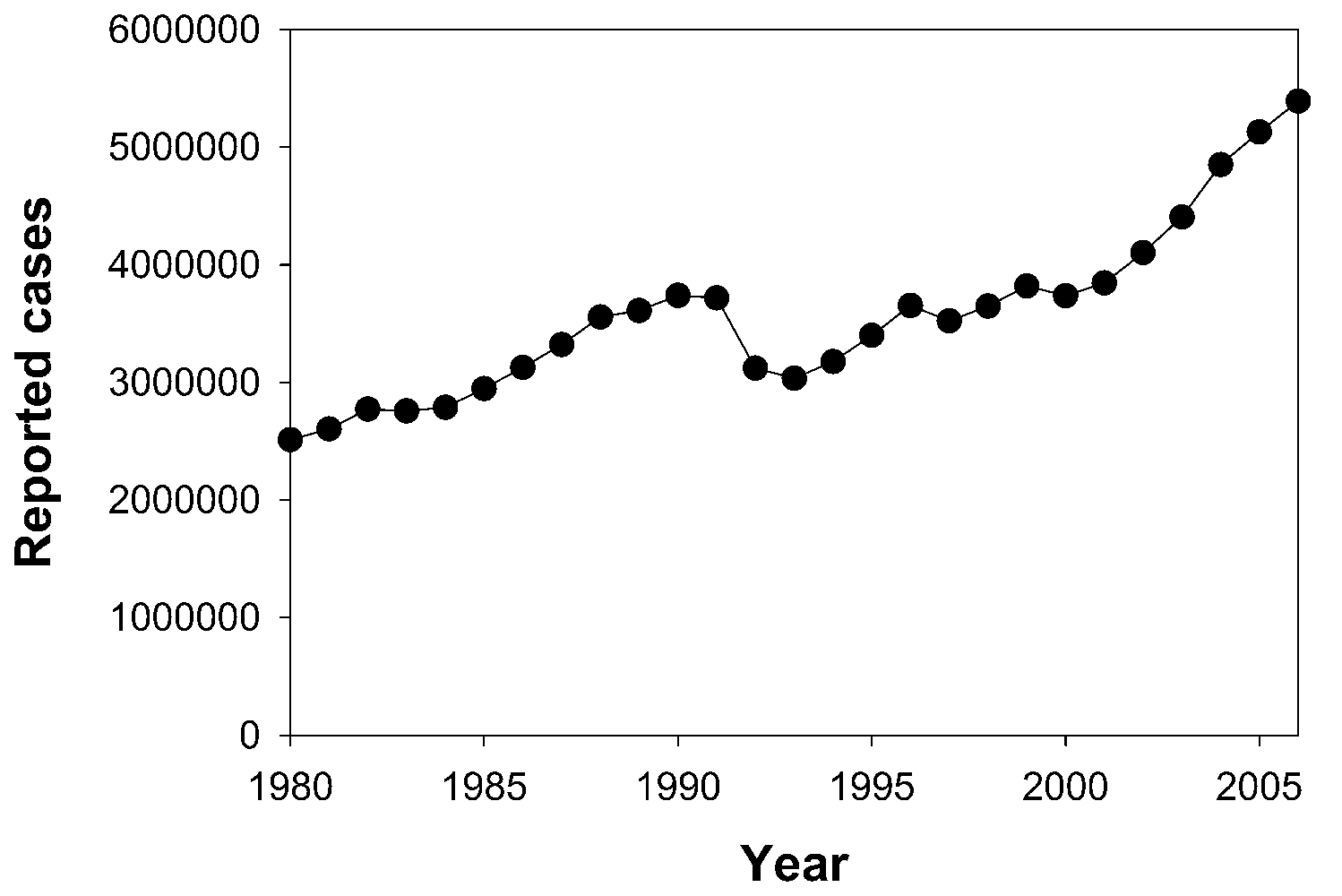
العدد السنوي لحالات السل الجديدة المبلغ عنها. بيانات من منظمة الصحة العالمية

يُعد السل هو السبب الثاني الأكثر شُيوعًا للوفاة من الأمراض المعدية (بعد تلك التي يتسبب فيها فيروس نقص المناعة المكتسبة/الإيدز). تناقص العدد الكلي لحالات السل مُنذ عام 2005، في حين انخفضت الحالات الجديدة من الإصابات مُنذ عام 2002. وقد حققت الصين تقدُمًا هائلًا في إنقاص مُعدل وفيات السل بين عامي 1990 و2010 بما نسبته 80% تقريبًا. يُعد السل أكثر شيوعًا في البلدان النامية؛ حيثُ تُشير الاختبارات إلى أن حوالي 80% من السكان في العديد من البلدان الآسيوية والأفريقية إيجابيو اختبارات التوبركولين، بينما فقط 5-10% من سكان الولايات المتحدة هُم إيجابيو التوبركولين. قد تراجعت الآمال في السيطرة تمامًا على هذا المرض بشدّة ويعود ذلك إلى عدد من العوامل، بما في ذلك صعوبة تطوير لقاح فعال وعملية التشخيص المُكلفة الثمن والتي تستغرق وقتًا طويلًا وضرورة العلاج لشهور عديدة وزيادة حالات السل المُرتبطة بفيروس نقص المناعة البشرية وظهور حالات مقاومة للعقاقير في الثمانينات.
في عام 2007، كانت سوازيلند هي أعلى البلدان في معدلات الإصابة بالسل بواقع 1200 حالة في كل 000 100 نسمة. أما الهند ذات أكبر عدد إجمالي في الإصابات، حيث يقدر عدد الإصابات الجديدة فيها بحوالي مليوني حالة. وفي البلدان المتقدمة، يُعدّ السل أقل شيوعًا، ويوجد بشكل رئيسي في المناطق الحضرية. اختلفت معدلات الإصابة لكل 100 ألف شخص في المناطق المُختلفة من العالم لسنة 2010 حيث سجلت: على الصعيد العالمي 178، أفريقيا 332، الأمريكتين 36، وشرق البحر الأبيض المتوسط 173، أوروبا 63، جنوب شرق آسيا 278، وغرب المحيط الهادئ 139. أما في كندا وأستراليا، فالسل أكثر شيوعًا بين الشعوب الأصلية وخاصةً في المناطق النائية. تُقدر مُعدلات الوفيات الناجمة عن السل في الولايات المتحدة بين السكان الأصليين بخمسة أضعاف معدلها بين غيرهم من السكان.
ويختلف معدل حدوث السل حسب السن. في أفريقيا، يُصيب بالسل بالدرجة الأولى المُراهقين وصغار البالغين. أما في البلدان التي انخفضت معدلات الإصابة بشكل كبير (مثل الولايات المتحدة)، فيُصيب السل بشكل أساسي كبار السن وناقصي المناعة.

## السل وفيروس نقص المناعة البشرية
الأشخاص المصابون بفيروس نقص المناعة البشرية أكثر عرضة للإصابة بمرض السل 16 مرة مقارنة بالأشخاص غير المصابين بفيروس نقص المناعة البشرية.
يشكل فيروس نقص المناعة البشرية والسل مزيجًا قاتلًا، يُسَرّع كل منهما تقدم الآخر. وفقًا لمنظمة الصحة العالمية فقد بلغ عدد وفيات السل المرتطبة بفيروس نفس المناعة البشري حوالي 187 الف عام 2021.

## التاريخ

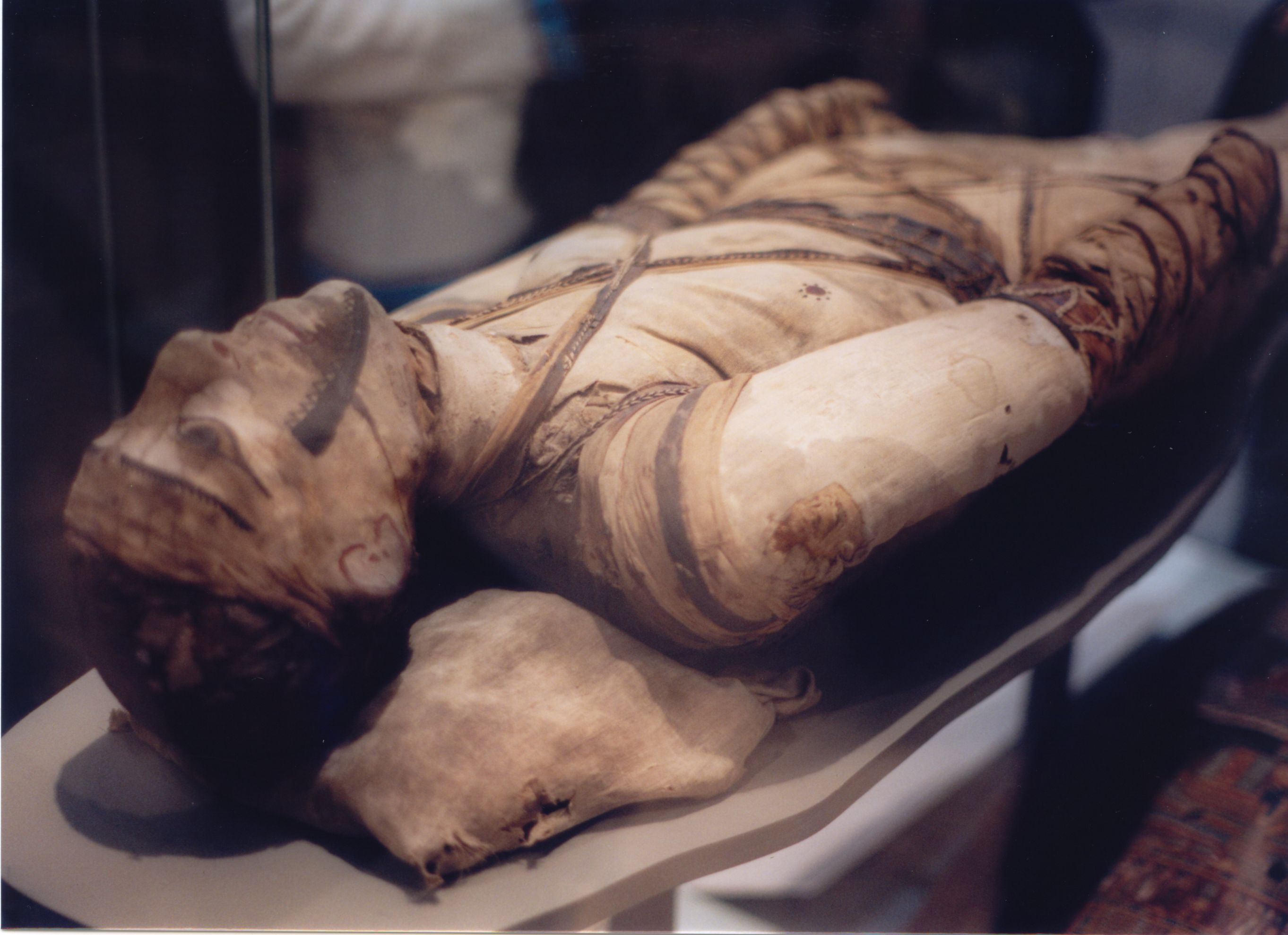
المومياء المصرية في المتحف البريطاني-تم العُثور على التلاشي السلي في العمود الفقري للمومياء المصرية.

أصيب البشر بالسل مُنذ العصور القديمة  فأول كشف لا لبس فيه عن المتفطرة السلية، ينطوي على أدلة عن هذا المرض وُجد في بقايا جواميس يرجع تاريخها إلى حوالي 17,000 سنة مضت. ولكن، أن يكون السل قد نشأ في الأبقار، ثم انتقل إلى البشر، أم أنه انتقل إليهما من سلف مُشترك، فهذا أمر غير واضح لغاية الآن. عند إجراء مقارنة بين جينات معقّد المتفطرة السلية في البشر وجينات معقّد المتفطرة السلية في الحيوانات أشارت النتيجة إلى أن الناس لم يُصابوا بمعقد المتفطرة السلية أثناء تدجين الحيوانات، كما كان يُعتقد سابقًا. تُعد كلتا سلالتي البكتيريا السلية ذات سلف مُشترك، مما يُمكن أن يكون قد أصاب البشر في وقت يرجع إلى ثورة العصر الحجري الحديث.
تُظهر بقايا الهياكل العظمية أن البشر في عصور ما قبل التاريخ كانوا يُصابون بالسل عام 4000 قبل الميلاد، وقد وجد الباحثون التلاشي السلي في الأعمدة الفقرية للمومياوات المصرية التي يرجع تاريخها إلى 3000–2400 قبل الميلاد. «فثيسيس» هي كلمة يونانية الأصل تعني الضمور، مُصطلح قديم للسل الرئوي؛; حوالي 460 قبل الميلاد، عرّف «أبقراط» على أنه يُعد المرض الأكثر انتشارًا في العصر. وقيل انه كان يشمل الحمى والسعال المدمى، وكان مميتا دوما في معظم الأحوال وتوحي الدراسات الوراثية أن السل كان حاضرًا في الأمريكتين من حوالي العام 100 م.
قبل الثورة الصناعية، غالبًا ما ربط الفولكلور بين السل ومصاصي الدماء. فعندما يتوفى أحد أعضاء الأسرة بسببه، تتراجع الحالة الصحية لأعضاء الأسرة الآخرين المُصابين ببطء. واعتقد الناس أن هذا سببه الشخص الأول الذي أصيب بالسل وأنه يستنزف الحياة من أفراد الأسرة الآخرين.
على الرغم من أن النموذج الرئوي المرتبط بـالدرنات كان الدكتور ريتشارد مورتون قد وضع أُسسه كمرض في 1689، إلا أن السل بسبب تنوع أعراضه، لم يُحدد كوحدة مرضية حتى عشرينات القرن الثامن عشر، ولم يُطلق عليه اسم السل حتى 1839من قبل يوهان لوكاس شونلاين 
خلال السنوات 1838–1845، جلب الدكتور جون كروغان، مالك كهف الماموث، عددًا من الأشخاص المُصابين بالسل إلى الكهف أملا في علاج هذا المرض ضمن درجة الحرارة الثابتة ونقاء هواء الكهف؛ ولكنهم ماتوا في غضون سنة. افتتح هيرمان بريمر مصحات السل الأولى في عام 1859 في (حاليًا سوكولوفسكو) سيليزيا.

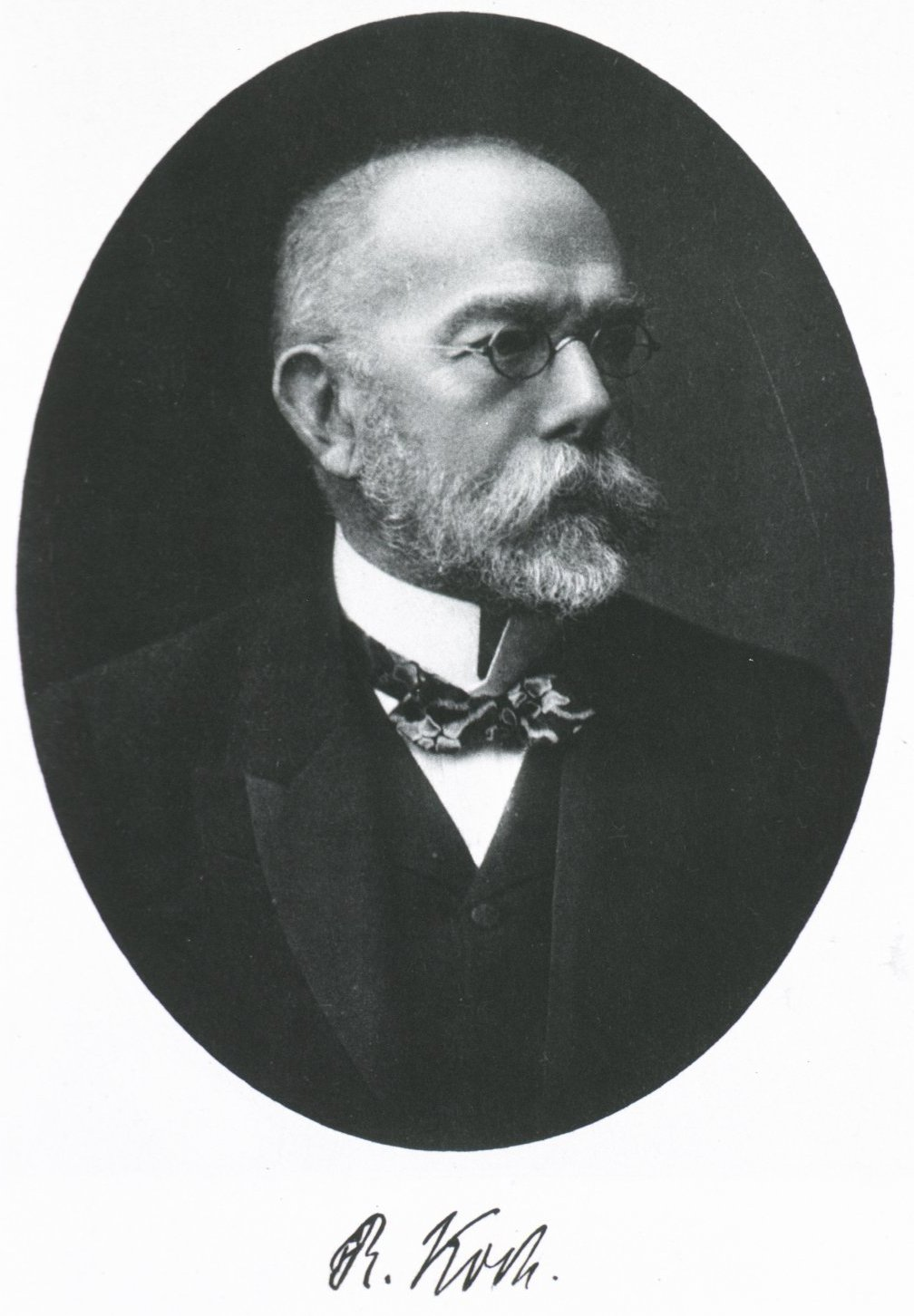
اكتشف الدكتور روبرت كوخ عصيات السل

تمّ التعرّف على العصيّة التي تسبب السل ،المتفطرة السلية، ووصفها في 24 مارس 1882 من قبل روبرت كوخ الذي حصل على جائزة نوبل في علم وظائف الأعضاء أو الطب في عام 1905 لهذا الاكتشاف. لم يكن كوخ يعتقد أن مرضي السل البقري (لدى الماشية) والسل البشري متشابهان، مما أدى إلى تأخير اعتبار الحليب الملوث مصدرا للعدوى.وفي وقت لاحق، تم الحدّ من خطر انتقال العدوى من هذا المصدر بشكل كبير بعد اختراع عملية البسترة أعلن كوخ عن مستخلص ذي أساس من الجليسرين مستخرج من العصيات السلية كـ «علاج» لمرض السل في عام 1890، وأطلق عليه اسم «السلين».وبالرغم من أنه لم يكن فعالا، إلا أنه استخدم بنجاح فيما بعد كوسيلة اختبار لكشف وجود السل قبل ظهور أعراضه.
حقق ألبرت كالميت وكميل غيران أول نجاح حقيقي في مجال التحصين ضد السل عام 1906، باستخدام سلالات مُضعفة من العصيّات المسببة للسل البقري. وكان يطلق عليها اسم عصية كالميت وغيران (BCG). وكان أول استخدام للقاح الـ BCG على البشر عام 1921 في فرنسا،  ولكنه لاقى قبولا واسعا فقط في الولايات المتحدة الأمريكية وبريطانيا العظمى وألمانيا بعد الحرب العالمية الثانية.
استحوذ السل على أكثر اهتمام بين العامة في القرن التاسع عشر وأوائل القرن العشرين باعتباره من الأمراض المتوطنة التي تصيب المناطق الفقيرة.في عام 1815، كان ربع حالات الوفيات في إنجلترا بسبب «الضمور». وبحلول عام 1918، كان السل مايزال سبب واحدة من بين كل 6 وفيات في فرنسا. في ثمانينيات القرن التاسع عشر، وبعد تصنيف هذا المرض كمرض معدٍ، وُضع السل على الأمراض التي يجب الإبلاغ عنها في بريطانيا، وبدأت الحملات لمنع الناس من البصق في الأماكن العامة، وتم «تشجيع» الفقراء المصابين بالعدوى على دخول المصحات. التي تشبه السجون (كانت المصحات المخصصة للطبقات الوسطى والعليا تقدم الرعاية الممتازة والعناية الطبية المستمرة)  وأيا كانت الفوائد (المزعومة) للـ «الهواء النقي» والعمل في المصحات، حتى في ظل أفضل الظروف، فإن 50٪ من الذين دخلوا إليها توفوا في غضون خمس سنوات (تقريبًا 1916) 
في أوروبا، بدأت معدلات السل في الارتفاع في أوائل القرن السابع عشر لتصل إلى أوجها في القرن التاسع عشر، عندما سببت ما يقارب من 25٪ من مجموع الوفيات  ثم تراجعت نسبة الوفيات بحوالي 90% في منتصف القرن العشرين (الخمسينات منه). بدأ التحسن في الشؤون الصحية العامة بإنقاص معدل الإصابة بالسل بشكل ملموس حتى قبل وصول الستربتوميسين وغيره من المضادات الحيوية، على الرغم من أن المرض كان لا يزال يشكل خطرا كبيرا على الصحة العامة بحيث أنه عندما شُكِّل مجلس البحوث الطبية في بريطانيا في عام 1913، كان تركيزه الأساسي منصبّا على بحوث السل 
في عام 1946، كان تطوير المضاد الحيوي الستربتوميسين سببا في جعل العلاج الفعال والشفاء من السل حقيقة واقعة.قبل إدخال هذا الدواء، كان العلاج الوحيد (باستثناء المصحات) هو التدخل الجراحي، بما في ذلك «تقنية استرواح الصدر»، الذي ينطوي على خمص الرئة المصابة إلى وضعية «الراحة» مما يسمح للآفات السلية بالشفاء. وسمح ظهور السل المقاوم للأدوية المتعددة بتقديم الجراحة مرة أخرى كخيار ضمن المعايير المقبولة عموما للرعاية في علاج التهابات السل.تنطوي التدخلات الجراحية الحالية على استئصال الأجزاء المريضة من الرئتين («فقاعات») للحد من أعداد من البكتيريا ولزيادة تعرض للبكتيريا المتبقية للأدوية الموجودة في مجرى الدم، مما ينقص بالتالي من العدد الكلي للبكتيريا ويزيد من فعالية العلاج الجهازي بالمضادات الحيوية  تبددت الآمال بالقضاء التام على السل (كما حدث فيالجدري) بعد ظهور السلالات المقاومة للأدوية في ثمانينات القرن العشرين.وأدى ما تلاها من تجدد ظهور مرض السل إلى إعلان حالة طوارئ صحية عالمية من قبل منظمة الصحة العالمية في عام 1993 

## علم الأوبئة
في عام 2021 أصيب ما يقدر بنحو 10.6 مليون شخص بمرض السل في جميع أنحاء العالم. ستة ملايين رجل و3.4 مليون امرأة و1.2 مليون طفل. السل موجود في جميع البلدان ويُصيب جميع الفئات العمرية.
فيما بلغ عدد الوفيات 1.6 مليون شخص عام 2021 منهم 187 الف شخص مصاب بفيروس نقص المناعة البشرية. يعتبر السل هو السبب الرئيسي الثالث عشر للوفاة وثاني قاتل معدي بعد فروس كورونا.
على الصعيد العالمي ينخفض معدل الإصابة بالسل بنحو 2٪ سنويًا، بلغ الاخفاض التراكمي بين عامي 2015 و 2020 11٪.
تم إنقاذ ما يقدر بنحو 66 مليون شخص من خلال تشخيص السل وعلاجه بين عامي 2000 و 2020.
بحلول عام 2022 كان هناك حاجة إلى 13 مليار دولار سنويًا للوقاية من السل وتشخيصه وعلاجه ورعايته لتحقيق الهدف العالمي المتفق عليه في اجتماع الأمم المتحدة رفيع المستوى بشأن السل في عام 2018.
التمويل في البلدان المنخفضة والمتوسطة الدخل التي تمثل 98٪ من حالات السل المُبلغ عنها أقل بكثير مما هو مطلوب. بلغ الإنفاق في عام 2020 حوالي 5.3 مليار دولار أمريكي أقل من نصف (41٪) من الهدف العالمي.
يعد القضاء على وباء السل بحلول عام 2030 من بين الأهداف الصحية الرئيسية للأمم المتحدة للتنمية المستدامة (SDGs).

## المجتمع والثقافة السائدة
تعمل منظمة الصحة العالمية ومؤسسة بيل وميليندا غيتس على دعم اختبار تشخيصي جديد سريع المفعول لاستخدامه في البلدان المُنخفضة الدخل والمُتوسطة الدخل اعتبارًا من عام 2011، لا تزال إمكانيات العديد من الأماكن التي تفتقر إلى الموارد مُقتصرة على الفحص المجهري للقشع.
احتلت الهند مركز الصدارة العالمي في عدد إصابات السل عام 2010، وهذا يعود جُزئيًا إلى سوء تدبير الأمراض ضمن القطاع الصحي الخاص. إن وجود برامج مثل البرنامج الوطني المنقح لمكافحة السل يُساعد على خفض معدلات الإصابة السل بين الأشخاص الذين يتلقون الرعاية الصحية العامة

## البحوث
هُناك محدودية لتأثير لقاح ال BCG، وما زالت البُحوث لتطوير لقاحات جديدة لمُكافحة السل مُستمرة  وهناك عدد من اللقاحات المُحتملة المُرشحة حاليًا، والتي ما تزال في طور المرحلة الأولى والثانية من التجارب السريرية  هُناك طريقتان أساسيتان مُستخدمتان في مُحاولة تحسين فعالية اللقاحات المُتوفرة حاليًا.أول طريقة تعتمد على إضافة لقاح الوُحَيْدات إلى لقاح الBCG، في حين أن الإستراتيجية الأخرى تسعى لتخليق لقاحات حية جديدة أفضل. يُعد MVA85A مثال على لُقاح الوحيدات الذي هو حاليًا في طور التجارب في جنوب أفريقيا، ويعتمد اللقاح على الفيروسات المُعدلة وراثيًا  وهناك أمل في أن تلعب اللُقاحات دورًا هامًا في علاج كل من الأمراض الكامنة والنشطة 
لتشجيع المزيد من الاكتشاف، يسعى الباحثون وصُناع القرار إلى تقديم نماذج اقتصادية جديدة لتطوير اللقاح، بما في ذلك الجوائز والحوافز الضريبية والتزامات السوق المسبقة. وهناك عدد من المجموعات التي تشارك في البحث، ومن ضمنها الشراكة لدحر السل،  مبادرة لقاح السل في جنوب أفريقيا ومؤسسة آيراس العالمية من أجل لقاح السل،  ومن بين هذه المؤسسات، تلقّت مؤسسة أيراس العالمية من أجل لُقاح السل هدية تفوق قيمتها 280 مليون دولار أمريكي من مؤسسة بيل وميليندا غيتس لتطوير وترخيص لُقاح مُحسّن ضد السل لاستخدامه في البلدان التي تعاني منه أكثر من غيرها.

## في الحيوانات الأخرى
تُصيب البكتيريا فُطْرية حيوانات مُختلفة، بما في ذلك الطيور،  والقوارض  والزواحف  وقد بُذلت جُهود في مُحاولة للقضاء على السل البقري الناجم عن المتفطرة البقرية لدى الماشية وقطعان الغزلان في نيوزيلندا وحققت نجاحًا نسبيًا. أما في في بريطانيا العظمى فكانت النتائج أقل نجاحا 

## وصلات خارجية
- منظمة الصحة العالمية; ما هو السل؟ وكيف ينتشر هذا المرض؟.
- موقع الطبي-سل رئوي.
- موقع ويب طب-السل.